# Alliance solaire internationale
Pour les articles homonymes, voir ASI.
L'Alliance solaire internationale (ASI), en anglais International Solar Alliance (ISA), ou Agence internationale pour la politique et l'application solaires en Inde (IASPA), est une alliance intergouvernementale dont l'objectif est d'encourager une meilleure exploitation de l'énergie solaire pour réduire la dépendance aux combustibles fossiles.
ONG reposant sur un traité, l'alliance compte plus de 121 pays, pour la plupart parmi les plus ensoleillés du monde car se situant en tout ou en partie dans la ceinture intertropicale terrestre, c'est-à-dire entre les tropiques du Cancer et du Capricorne.

## Historique
Cette initiative a été proposée par le Premier ministre indien Narendra Modi dans un discours prononcé en novembre 2015 au stade de Wembley, où il faisait référence aux pays ensoleillés comme Suryaputra (« Fils du Soleil »).
L'initiative a été lancée par Narendra Modi lors du Sommet sur l'Afrique en Inde et une réunion des pays membres en vue de la Conférence de Paris de 2015 sur les changements climatiques,.
L'accord-cadre de l'Alliance solaire internationale a ouvert ses portes à Marrakech (Maroc), en novembre 2016. 121 pays y ont adhéré. L'ONG est inscrite sous le no 54949 dans le registre des Nations unies au titre de l'article 102 de la Charte des Nations unies depuis le 9 février 2018.
Des pays non situés sous les tropiques peuvent aussi adhérer à l'alliance et bénéficier de tous les avantages en tant que membres, hors droits de vote.

## Siège
Il est prévu que le siège soit situé en Inde sur le campus du NISE (National Institute of Solar Energy, « Institut national indien de l'énergie solaire »)
En janvier 2016, Narendra Modi et le président français François Hollande ont jeté ensemble la première pierre du siège de l'ISA et inauguré le secrétariat intérimaire de l'Institut national de l'énergie solaire à Gwalpahari, dans le Gurugram en Inde. Le gouvernement indien apporte l'équivalent de 27 millions de dollars au fonds pour la construction d'un campus et pour couvrir les dépenses des cinq premières années.

## Objectif
L'accent est mis sur une coopération mondiale au service de tous les usages possibles de l'énergie solaire comme alternative aux énergies fossiles et polluantes dans la ceinture intertropicale.
Le lancement de cette alliance à Paris était aussi un signal fort envoyé aux communautés mondiales concernant la sincérité des pays en voie de développement quant à leurs préoccupations au sujet du changement climatique et leur volonté de transition énergétique pour un développement bas-carbone.
L'Inde s'est engagée à installer 100 GW solaire d'ici 2022 et à réduire l'intensité de ses émissions de gaz à effet de serre de 33-35 % d'ici 2030 pour permettre à l'énergie solaire d'atteindre les villages et les communautés les plus déconnectées des réseaux énergétiques et de contribuer à restaurer une planète propre.
La promesse de l'Inde faite au sommet de Paris a été d'augmenter à 40 % la part de sa capacité de production d'électricité (et non la production réelle) à partir de sources non fossiles (renouvelables, hydroélectriques et nucléaires) d'ici 2030.

## Pays membres
L'alliance est une organisation intergouvernementale fondée sur un traité.
L'accord-cadre de l'Alliance solaire internationale a été ouvert aux signatures à Marrakech, au Maroc, en novembre 2016, en marge de la Conférence de Marrakech sur les changements climatiques (la vingt-deuxième session de la Conférence des Parties, COP 22).
Le premier jour (15 novembre), seize pays ont signé l'Accord : l'Inde, le Brésil, la République démocratique du Congo, la République dominicaine, la République de Guinée et le Mali ; Nauru; Niger; Tanzanie; Tuvalu; Cambodge; Éthiopie; Burkina Faso; Bangladesh et Madagascar.
Au 17 novembre, Guinée-Bissau, Fidji, France,
Le 6 novembre 2017, la ministre indienne des Affaires étrangères, Sushma Swaraj, a rencontré le ministre guinéen des Affaires étrangères, Mamady Touré. Au cours de cette réunion, Mamady Toure a remis l'instrument d'adhésion de la Guinée à l'International Solar Alliance (ISA) initiée par l'Inde. Le Vanuatu et le Liberia ont également signé l'accord.
Par la suite, 107 autres pays ont rejoint l'accord, dont les principaux pays situés entre les tropiques qui n'étaient pas encore signataires : Mexique, le Pérou, le Chili, l'Argentine, le Paraguay, le Brésil, l'Inde, l'Australie et la Chine. Un conclave a débuté à partir du 30 novembre 2015 pour le groupement de soleil, appelé l'InSPA (Agence internationale pour la politique et l'application solaire).

## Initiatives et partenariats
L'alliance s'est associée à la Banque mondiale pour lancer un Global Solar Atlas lors d'un événement ISA au World Future Energy Summit d'Abu Dhabi. Global Solar Atlas est un outil en ligne gratuit qui affiche le potentiel annuel moyen de l'énergie solaire à n'importe quel endroit du monde pour identifier les potentialités de n'importe quel site en  production d'énergie solaire.
Selon la Banque mondiale cet outil aidera les gouvernements à économiser des millions de dollars sur leurs propres recherches et fournira aux investisseurs et aux développeurs solaires une plate-forme facilement accessible et uniforme pour comparer le potentiel de ressources entre les sites dans une région ou plusieurs pays ; Riccardo Puliti , a déclaré : « La Banque mondiale constate un regain d'intérêt de la part de ses clients pour l'énergie solaire à la suite des baisses spectaculaires des coûts ces dernières années. Nous espérons que l'Atlas solaire mondial contribuera à éclairer les décisions cruciales en matière de planification et d'investissement qui devront être prises au cours de la prochaine décennie pour adopter des formes d'énergie plus durables. » Piyush Goyal (ministre indien de l’Énergie), a déclaré "les gouvernements et les investisseurs à obtenir une première indication du potentiel de ressources solaires avant d'effectuer leur propre analyse plus détaillée".

## Objectifs pour le futur
L'Inde, avec le soutien de la France, a invité les pays membres à faciliter les infrastructures pour la mise en œuvre de projets solaires.
L'alliance s'est engagée à investir 1 milliard de dollars et à rendre les coûts de l'énergie solaire plus abordables pour les communautés éloignées et inaccessibles. Elle soutiendra l'Inde dans la réalisation de son objectif de produire 100 GW d'énergie solaire et 175 GW d'énergie renouvelable d'ici 2022.
Les pays se soutiendront mutuellement dans la recherche et le développement ainsi que dans d'autres activités de haut niveau.
L'alliance doit permettre aux pays en développement de former un front uni et de mutualiser des activités de recherche et de développement pour la fabrication de matériel d'énergie solaire dans les pays en développement.

## Objectifs financiers
L’Inde et la France souhaitent que soient investis plus de 1 000 milliards de dollars dans le photovoltaïque entre 2016 et 2030 dont une partie pour des usages agricole (pompes pour l'irrigation, unités de refroidissement de lait, etc.).

## Progrès
- 2016 le 30 juin l'alliance a conclu un accord avec la Banque mondiale pour accélérer la mobilisation des financements de soutien à l'énergie solaire. La Banque a un rôle majeur à jouer dans la mobilisation des plus de 1000 milliards de dollars d'investissements qui seront nécessaires d'ici à 2030, pour atteindre les objectifs de l'ISA en matière de déploiement massif d'énergie solaire abordable[14]. 
Jusqu'à ce jour, 48 pays ont signé et 26 pays ont ratifié l'accord-cadre de l'ISA. Avec les ratifications de 15 pays, l'ISA deviendra une organisation internationale intergouvernementale fondée sur un traité et les Nations unies reconnaîtront légalement qu'elle deviendra pleinement opérationnelle. En Afrique un exemple est le projet des mammies solaires (Solar Mamas : formation de grand-mères analphabètes à l'installation de panneaux solaires) qui vise plus de 50 maisons électrifiées par le solaire dans chaque village participant[15].

- 2018 : Lors du World Future Energy Summit (WFES) (Abu Dhabi, janvier 2018) le gouvernement indien a annoncé créer un fonds de développement solaire de 350 millions de dollars pour permettre le financement de projets solaires. Au deuxième jour de En mars, lors d'une visite à New Delhi, le président français Emmanuel Macron a appelé à la mobilisation pour aider les pays les plus pauvres à mieux profiter de l'énergie solaire en suivant l'exemple de l'Inde. L'effort français devrait atteindre un milliard d'euros (prêts et dons) d'ici à 2022 selon M. Macron. "L'enjeu de cet engagement, c'est d'aller beaucoup plus vite en utilisant l'argent public pour débloquer les investissements des entreprises privées" ajoute  le directeur général de l'Agence française de développement (AFD), Rémy Rioux[16].